# Felicitas Then

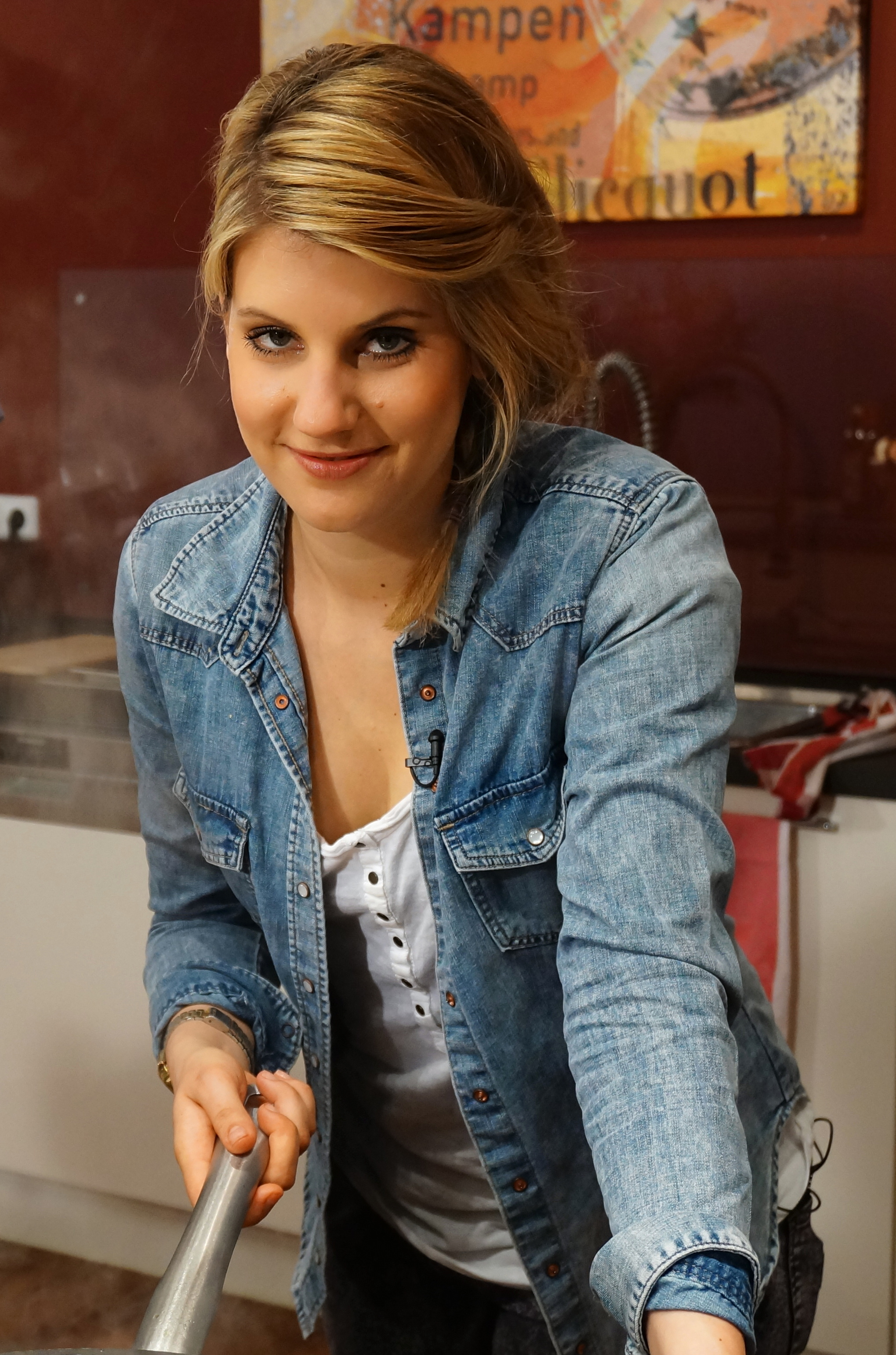
Felicitas Then (2014)

Felicitas Then (* 29. November 1986 in Coburg) ist eine deutsche Journalistin und Fernsehköchin.

## Leben
Then studierte Englisch und Kunstpädagogik an der Universität Bremen. 2009 schloss sie ihr Studium mit dem Bachelor of Arts ab. Anschließend arbeitete sie als freie Mitarbeiterin bei Bild in Berlin und wurde daraufhin an der Axel-Springer-Akademie angenommen. Nach der zweijährigen Journalisten-Ausbildung war sie Redakteurin bei der Bild in Hannover.
Im Dezember 2013 gewann Felicitas Then die Koch-Casting-Show The Taste. Von Januar 2014 bis Januar 2015 war sie als Fernsehköchin bei TV Berlin in der Sendung Berlin kocht tätig. Zudem arbeitet sie als Food-Bloggerin. Von Juni 2015 bis März 2021 war sie zusammen mit Melissa Lee und Felix Denzer (Fewjar) Köchin, Rezeptautorin und Moderatorin des von Edeka gesponserten Kochkanals YumTamTam auf Youtube. Lee und Denzer führen den Kanal weiter. Zudem ist Felicitas Then seit Januar 2016 mit einer täglichen Koch-Show auf dem Berliner Radio-Sender 94,3 rs2 zu hören.
Ende des Jahres 2016 wurden die ersten Folgen von Felicitas Thens eigenem Koch-Reportage-Format Die Foodtruckerin auf dem Fernsehsender N24 ausgestrahlt. 2017 wurde Then der Publikumspreis am Berliner Festival eat! verliehen. Von 2017 bis 2019 gehörte Then bei der Kochsendung Stadt, Land, Lecker zur Jury, die die von regionalen Köchen im Wettstreit mit den prominenten Köchen Maria Groß, Johann Lafer, Alexander Herrmann, Christian Lohse und Nelson Müller zubereiteten Gerichte bewertete.
Im Frühjahr 2021 wurde bei ihr Gebärmutterhalskrebs diagnostiziert. Im September desselben Jahres trat Then als Gastrednerin bei der Nationalen Krebspräventionswoche auf und berichtete über ihr Schicksal. Sie sprach sich für ein besseres Bewusstsein im Umgang mit HPV-Impfungen aus.
2024 kehrte sie als Gastjurorin im Finale der 13. Staffel von The Taste zurück. 2025 fungierte sie in der Neuauflage der deutschen Version der Kochshow MasterChef auf Sport1 neben Robin Pietsch und Mike Süsser als Jurorin.

## Fernsehen
- 2008: Gewinnerin bei Unter Volldampf auf VOX
- 2008: Gewinnerin bei der Kocharena auf VOX
- 2011: Gewinnerin der Küchenschlacht im ZDF
- 2013: Gewinnerin von The Taste auf Sat.1[8]
- 2014–2015: Moderation und Köchin bei Berlin kocht auf TV Berlin[9]
- 2014: Jurorin bei Abenteuer Grillen von Abenteuer Leben auf Kabel eins[10]
- 2014: Fünfteilige Kochsendung auf sixx mit dem Titel Pimp your Food[11]
- 2015: Zweiteilige Kochsendung auf sixx mit dem Titel Die fabelhaften Rezepte der Feli Then[12]
- 2016: Eigenes TV-Format Die Foodtruckerin auf Welt
- 2017–2019: Jurorin bei Stadt, Land, Lecker im ZDF
- seit 2021: Abenteuer Leben auf Kabel1
- seit 2022: Frühstücksfernsehen auf Sat. 1 (wiederkehrende Auftritte)
- 2025: Jurorin bei MasterChef Germany auf Sport1
- 2025: Das perfekte Dinner auf Vox als Joker für die Teilnehmenden

## Bücher
- Die Foodtruckerin: Ein kulinarischer Roadtrip durch ganz Deutschland. Die besten Geschichten und Rezepte. BusseSeewald, 12. Februar 2018, ISBN 978-3-7724-7471-2.
- Die fabelhaften Rezepte der Felicitas Then – Klassiker und neue Gerichte mit Wow-Effekt. Südwest, München 2014, ISBN 978-3-517-09312-3.
- Taste The World. Die besten Rezepte von meinen kulinarischen Reisen. Christian Verlag, München 2019, ISBN 978-3-95961-384-2.
- Taste The Outdoors. Einfach draußen kochen, kreative Rezepte für Camping, Zelt, Lagerfeuer und Boot. Cristian Verlag, München 2022, ISBN 978-3-95961-670-6